# Stuart Island
Stuart Island är en ö i Kanada.   Den ligger i Strathcona Regional District och provinsen British Columbia, i den sydvästra delen av landet, 3 700 km väster om huvudstaden Ottawa. Arean är 17,1 kvadratkilometer.
Terrängen på Stuart Island är lite kuperad. Öns högsta punkt är 494 meter över havet. Den sträcker sig 6,8 kilometer i nord-sydlig riktning, och 4,7 kilometer i öst-västlig riktning.
Trakten runt Stuart Island är nära nog obefolkad, med mindre än två invånare per kvadratkilometer.